# Waldhufen
Waldhufen és un municipi alemany que pertany a l'estat de Saxònia. Es troba a 8 km al sud de Niesky i 12 km a l'oest de Görlitz.

## Districtes
- Oćicy (Attendorf)
- Bartecy (Baarsdorf)
- Dźěže (Diehsa)
- Němske Jenkecy (Jänkendorf)
- Šiborćicy (Nieder Seifersdorf)
- Schäferei
- Ćěmnicy (Thiemendorf)
- Wułdrichecy (Ullersdorf)
- Wilhelminenthal

## Monuments
Una placa en la seva antiga casa a Thiemendorf recorda al sindicalista i opositor al nazisme Fritz Preus, que va ser assassinat el 1942 al camp de concentració de Sachsenhausen.